# John Ambrose Fleming
Sir John Ambrose Fleming (n. 29 noiembrie 1849, Lancaster, Anglia, Regatul Unit al Marii Britanii și Irlandei – d. 18 aprilie 1945, Sidmouth, Anglia, Regatul Unit) a fost un inginer și fizician englez, specialist în electricitate, cunoscut pentru inventarea în 1904 a primului tub electronic, dioda, denumită pe atunci kenotron. El a inventat și regula mâinii drepte, folosită în matematică și electronică. A fost primul copil născut în familia lui James Fleming DD, preot de congregație, la Lancaster, Lancashire și a fost botezat la 11 februarie 1850. A fost un creștin devotat și a predicat despre evidența învierii. În 1932, împreună cu Douglas Dewar și Bernard Acworth, a înființat Mișcarea de Protest împotriva Evoluției. Neavând copii, și-a lăsat averea organizațiilor creștine de caritate, în special celor care ajutau săracii. A fost un bun fotograf, a pictat acuarele și îi plăcea să facă excursii în Alpi.